# 인도의 수학
인도의 수학은 기원전 1200년경부터 서기 18세기 말(대략 서기 1800년)까지 인도 아대륙에서 출현하고 발전했다. 오늘날 사용되는 십진법은 인도 수학에서 처음 기록되었다. 인도 수학자들은 숫자로서의 0 개념, 음수, 산술, 대수 연구에 초기 기여를 했다. 또한 삼각법이 인도에서 더욱 발전했고, 특히 사인과 코사인의 현대적 정의가 도입되었다. 이러한 수학적 개념은 중동, 중국, 유럽으로 전파되었으며 현재 수학의 많은 분야의 기초를 형성하는 추가적인 발전을 가져왔다.
인도 아대륙에서 제작된 가장 오래된 수학 문서는 1881년 페샤와르 (현재 파키스탄) 근처의 바흐샬리에서 발견된 자작나무 껍질 바흐샬리 사본으로, 서기 7세기의 것으로 추정된다.